# Nguyễn Đình Kiên
Nguyễn Đình Kiên (1879 – 1942), hiệu Hi Cao, tên thường gọi là Tú Kiên, là một nhà thơ, nhà cách mạng Việt Nam, một trong những thành viên sáng lập tổ chức Tân Việt (Tân Việt Cách mạng Đảng).

## Thân thế
Nguyễn Đình Kiên sinh năm 1879 (có tài liệu ghi là 1882) trong một gia đình Nho học, quê ở xã Sơn Hòa, huyện Hương Sơn, tỉnh Hà Tĩnh, nay là xã An Hòa Thịnh.
Năm 1906 thời vua Thành Thái, ông đỗ Tú tài, vì thế được gọi là Tú Kiên.

## Cuộc đời
Sau khi đỗ đạt, ông kết thân với một số sĩ phu có tư tưởng yêu nước ở xứ Nghệ như Đặng Nguyên Cẩn, Lê Văn Huân (Giải Huân), Đặng Văn Bá, Phạm Văn Thản (em trai Phạm Văn Ngôn),... Bấy giờ, phong trào giải phóng dân tộc ở Việt Nam được chia thành hai xu thế: Xu hướng bạo động do Phan Bội Châu (được gọi là "Ám xã") và xu hướng cải cách của Phan Châu Trinh (được gọi là "Minh xã"). Tú Kiên tham gia các phong trào đấu tranh của "Minh xã" (phong trào Duy tân), gia nhập Triều Dương thương quán của Ngô Đức Kế và Đặng Nguyên Cẩn ở Vinh.
Năm 1908, Tú Kiên ủng hộ cuộc đấu tranh chống sưu thuế ở Hà Tĩnh do Nguyễn Hàng Chi và Trịnh Khắc Lập dẫn đầu. Sau đó, Triều Dương thương quán gặp sự đàn áp của thực dân Pháp, ông cùng Ngô Đức Kế, Đặng Nguyên Cẩn, Lê Văn Huân,... bị bắt giữ rồi bị đi đày ở đảo Côn Lôn. Đầu năm 1918, Tú Kiên cùng hai bạn tù Cửu Cai (Trần Hoành), Kim Đài (Nguyễn Kim Đài) và hai thường phạm khác đóng bè vượt ngục. Sau sáu ngày đêm trên biển, bè dạt vào Hàm Tân. Sau khi lên bờ, Tú Kiên được một đồng chí cũ là Nguyễn Hữu Hoàn (cha của Nguyễn Ngu Í) và Tri huyện Hàm Tân là Lương Trọng Hối giúp đỡ, dẫn ra Phan Thiết rồi sang Quảng Châu (Trung Quốc) tìm Phan Bội Châu. Do bị Phan Bá Ngọc bán đứng, ông bị mật thám Pháp bắt giữ rồi đưa về Hà Nội, lưu đày Côn Lôn. Cùng tình cảnh với Tú Kiên là Cửu Cai, bị bắt khi vào Sài Gòn và lại đi đày ở Côn Lôn. Nguyễn Hữu Hoàn cũng vì vụ việc này mà bị bắt và đi đày ở Lao Bảo.
Năm 1924, ông ra tù, bắt liên lạc với các đồng chí cũ từng bị đi đày như Ngô Đức Kế, Lê Văn Huân và các nhà giáo như Trần Đình Thanh, Tôn Quang Phiệt. Ngày 14 tháng 7 năm 1925, nhóm cựu tù chính trị do Lê Văn Huân và Nguyễn Đình Kiên làm đại biểu, cùng với tổ chức Việt Nam nghĩa đoàn (đại diện là Tôn Quang Phiệt, Trần Đình Thanh, Phan Kiêm Huy, Trần Phú, Ngô Đức Diễn) đã tuyên bố thành lập Hội Phục Việt ở núi Quyết (Bến Thủy, Nghệ An). Tháng 12, do tham gia đấu tranh đòi thả Phan Bội Châu, bộ phận Hội Phục Việt ở Trung Kỳ đổi tên thành Hưng Nam, sau đó là Việt Nam Cách mệnh đảng, Việt Nam cách mạng đồng chí hội rồi cuối cùng là Tân Việt Cách mạng Đảng (gọi tắt là Tân Việt).
Năm 1927, Nguyễn Đình Kiên vào nam xây dựng tổ chức, cùng Hà Huy Tập thành lập Kỳ bộ Nam Kỳ của Tân Việt, do ông làm Bí thư Kỳ bộ và Hà Huy Tập làm Thư ký. Trong thời gian này, căn nhà của ông ở Sài Gòn là cơ sở liên lạc của các thành viên trong Tân Việt. Đầu năm 1928, ông cùng Hà Huy Tập và Đào Xuân Mai đại diện cho Kỳ bộ Nam Kỳ tham dự Hội nghị toàn quốc Việt Nam cách mạng Đảng ở huyện Đức Thọ (Hà Tĩnh). Hội nghị bàn việc hợp nhất Tân Việt (lúc này vẫn gọi là Việt Nam Cách mạng Đảng) với Hội Việt Nam Cách mạng Thanh niên, nhưng cuối cùng chưa đi đến thống nhất.
Tháng 12 năm 1929, các thành viên có thiên hướng chủ nghĩa cộng sản trong Tân Việt tổ chức Đại hội trên sông La (Yên Hồ, Đức Thọ) để cải tổ Tân Việt thành Đông Dương Cộng sản Liên đoàn. Tuy nhiên, do bị lộ nên toàn bộ thành viên tham gia Đại hội đều bị bắt. Dù không tham dự, nhưng do bị thực dân Pháp xác định là "lãnh tụ tinh thần" của Đông Dương Cộng sản Liên đoàn nên Nguyễn Đình Kiên lại bị bắt và giam giữ ở Khám lớn Sài Gòn.
Năm 1942 (có nguồn ghi là 1941), ông mất do bệnh nặng sau khi ra tù, thọ 63 tuổi.

## Gia đình
Hai ông Nguyễn Đình Kiên và Lê Văn Huân là thông gia. Con trai cả của Tú Kiên là Nguyễn Đình Đoàn cưới bà Lê Thị Tửu, con gái của Giải Huân. Ông Nguyễn Đình Đoàn cũng tham gia Tân Việt và là bạn của Võ Nguyên Giáp; hai vợ chống đều tham gia phong trào Xô viết Nghệ Tĩnh. Con trai thứ là Nguyễn Đình Điền làm Giám đốc Công an Liên khu 3 sau Cách mạng tháng Tám. Con trai út là Nguyễn Đình Diên, từng làm Phó Vụ trưởng thuộc Ủy ban Khoa học và Kỹ thuật Nhà nước.
Nguyễn Đình Kiên còn là anh em cọc chèo với nhà thơ Đinh Nho Huề. Hai anh em nhà thơ Quỳnh Dao (Đinh Nho Diệm) và Giáo sư Đinh Phạm Thái gọi ông Nguyễn Đình Kiên bằng dượng.

## Vinh danh
Tên của ông được đặt cho một con đường ở Thành phố Hồ Chí Minh, đi qua xã Tân Nhựt (huyện Bình Chánh) và phường Tân Tạo A (quận Bình Tân).